# Carcharodus alceae
Carcharodus alceae este o specie de fluture din familia Hesperiidae. Este întâlnită în Europa centrală și de sud, Africa de nord și Asia centrală. Adulții zboară între lunile aprilie și octombrie, depinzând de locație.
Larvele au fost observate hrănindu-se cu speciile Malva sylvestris și Althaea officinalis.

## Subspecii
- Carcharodus alceae alceae (Europa, Africa de Nord)
- Carcharodus alceae swinhoei Watson, 1893 (Afghanistan, India de nord-vest)
- Carcharodus alceae wissmanni Warnecke, 1934 (Yemen)

## Galerie

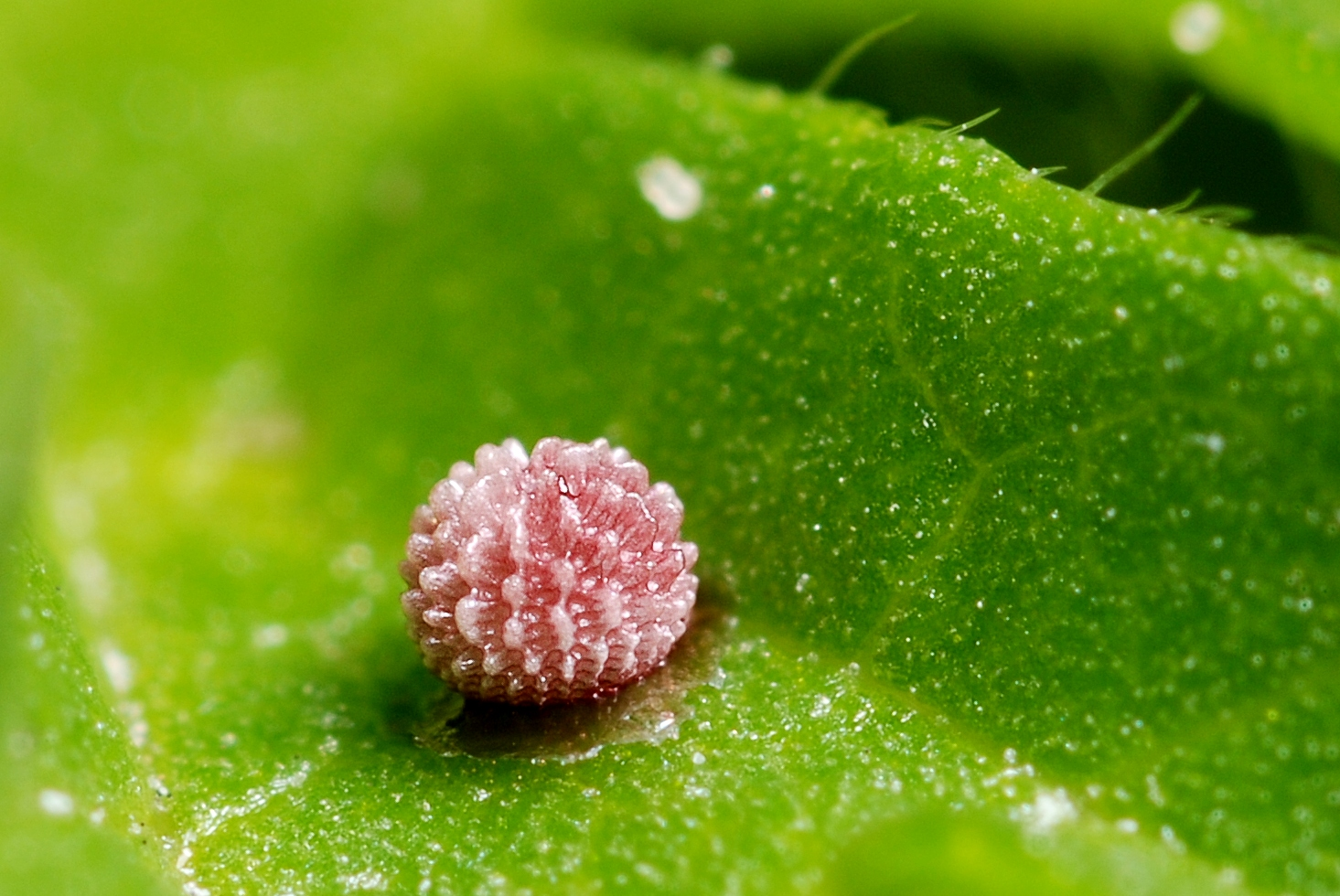
Oul
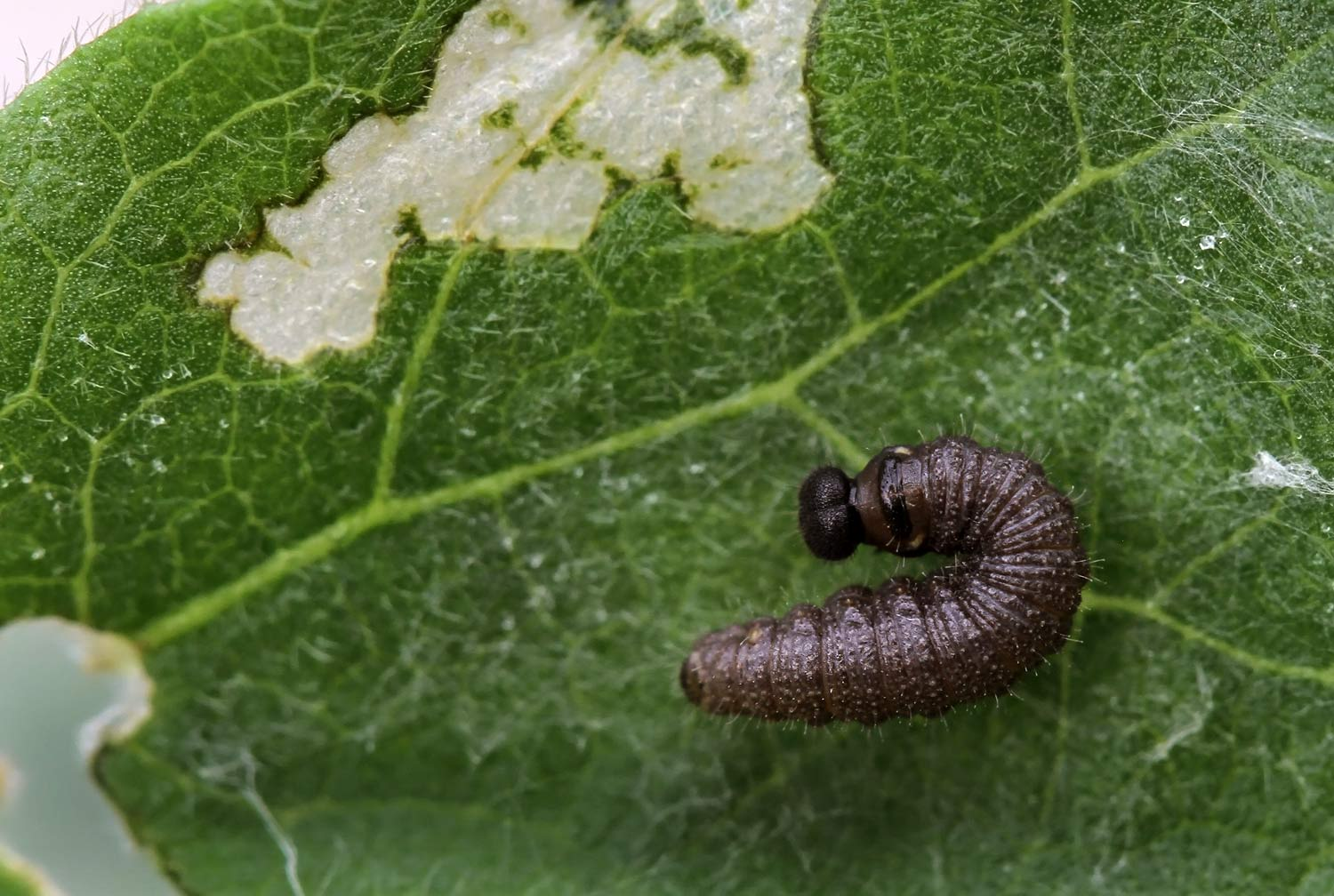
Larva tânără
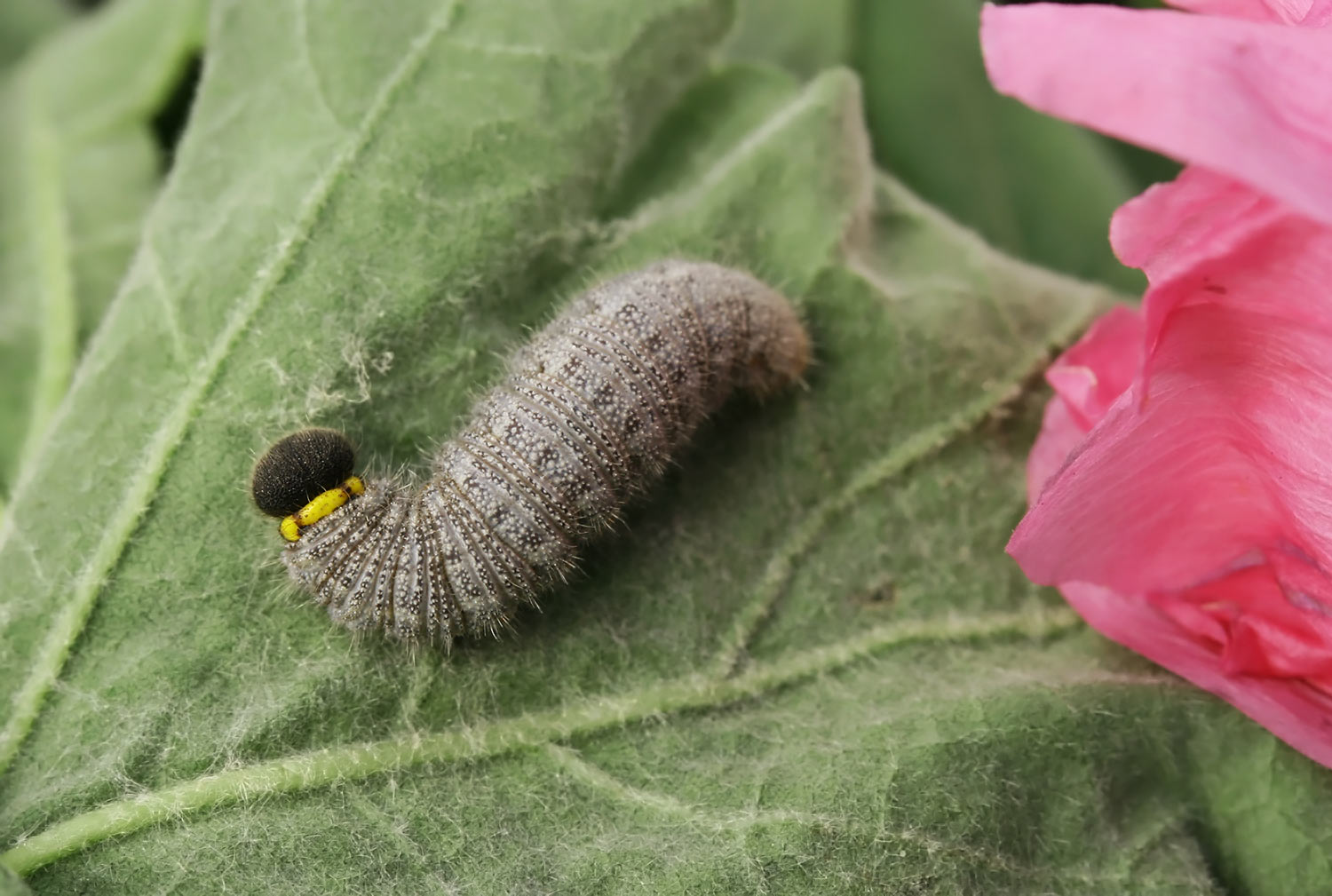
Larva
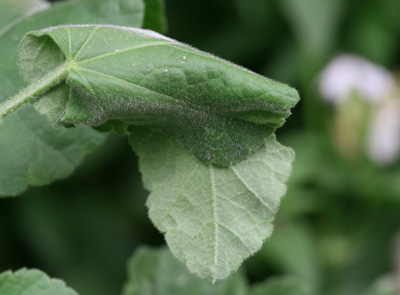
Larva
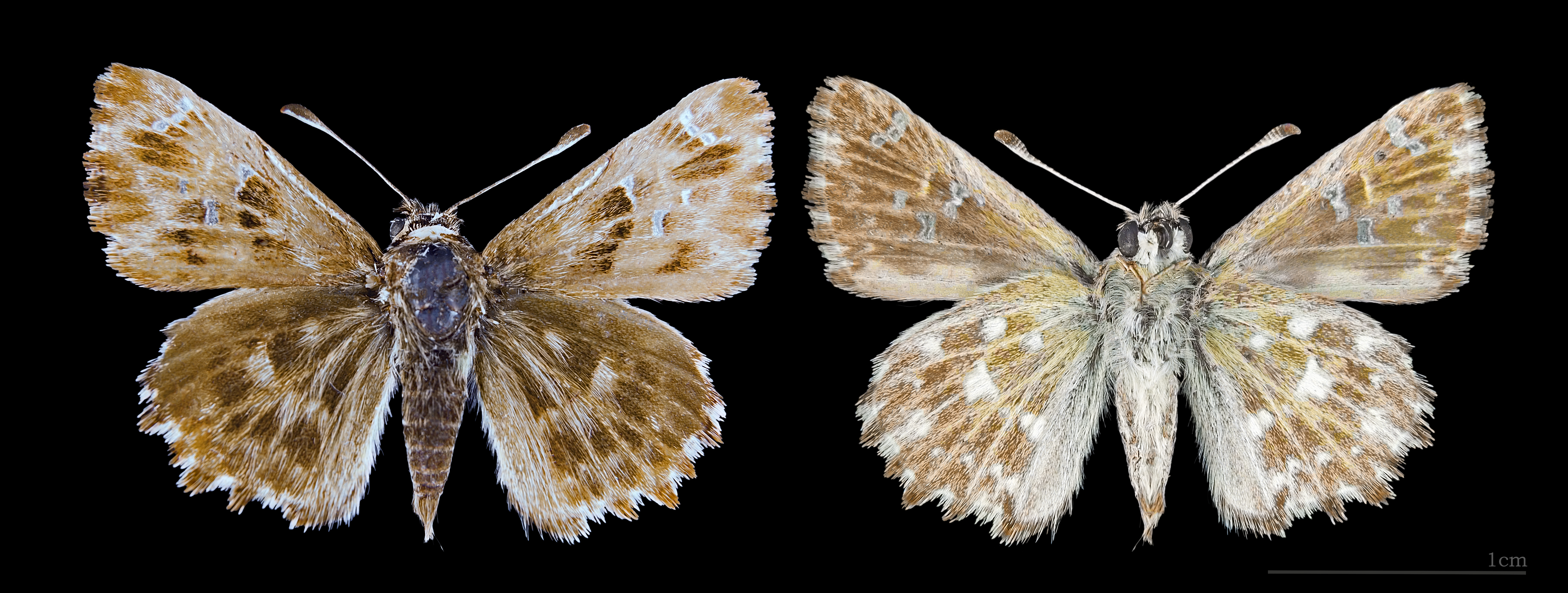
Adulţii montaţi - MHNT

## Reproducere
În timpul zborului de împerechere, masculul încearcă să se așeze sub femelă. Femelele pot depune ouă deasupra și pe spatele frunzei plantelor din familia Malvaceae, pe care se vor hrăni omizile eclozate din ouă. Un ou este pus pe o frunză.
Dezvoltarea omizilor are loc în adăposturi, pe care le pliază din frunză, fixându-le cu ajutorul Mătăsii. După fiecare molt, adăpostul este construit din nou. Omizile petrec iarna în aceleași adăposturi înfășurate din frunze.

## Aspect
Lungimea aripii frontale este de 12-16 mm. Aripile anterioare sunt maro deasupra, cu un model neclar și șase până la șapte zone mici transparente; masculii au aripile anterioare dedesubt fără un câmp androconic pufos.

## Ecologie
Puteți întâlni acești fluturi în pajiști inundabile, poiană, versanti montani (coaste a unui munte) cu petice de vegetație de stepă și desișuri de arbuști ,pe marginile pădurilor  și în grădini unde cresc Malvaceae.